# Sotstrupig eremit
Sotstrupig eremit (Phaethornis squalidus) är en fågel i familjen kolibrier.

## Utbredning och systematik
Fågeln förekommer enbart i sydöstra Brasilien (södra Minas Gerais och Espírito Santo till Santa Catarina). Den behandlas som monotypisk, det vill säga att den inte delas in i några underarter.

## Status
IUCN kategoriserar arten som livskraftig.